# Costi capitalizzati
I costi capitalizzati o patrimonializzati sono i costi pluriennali sostenuti da un'impresa all'interno di un dato esercizio economico che però non vengono considerati all'interno del conto economico in quanto non sono di competenza esclusiva dell'esercizio, avendo carattere pluriennale.
Vengono pertanto "capitalizzati", ovvero portati all'attivo dello stato patrimoniale. Essendo costi di utilità pluriennale, viene considerata di competenza dell'esercizio solo una quota parte dell'importo complessivo, detta quota ammortamento, rappresentante la parte di costo di competenza dell'esercizio (iscritta nel Conto Economico, in quanto partecipa alla formazione del reddito d'esercizio con il suo utilizzo nel processo produttivo). La somma derivante da queste quote viene iscritta in un "fondo ammortamento", una posta a rettifica del valore dello stesso conto di costo iscritto in Stato Patrimoniale (il valore del costo capitalizzato deve essere iscritto in Stato Patrimoniale al netto del valore del Fondo Ammortamento). Tale fondo cresce di anno in anno sommando le quote di ammortamento accantonate fino ad annullare completamente il valore contabile del bene.
I costi pluriennali possono comunque essere imputati, man mano si rilevano, nei conti di competenza del Conto Economico e quindi successivamente stornarli, a fine anno, con una scrittura di rettifica per iscriverli (in contropartita) nello Stato Patrimoniale (operando così la patrimonializzazione dei detti costi).
Riguardano per lo più:
1. costi d'acquisto per materiali da costruzione e costo del lavoro per la realizzazione di lavori in economia, cioè per la realizzazione di beni del patrimonio tecnico, i quali nello stato patrimoniale vanno ad incrementare le immobilizzazioni tecniche lorde.
  1. costi di gestione che generano benefici su più anni, i quali nello stato patrimoniale vanno ad incrementare gli oneri pluriennali (come ad esempio: costi di ricerca andati a buon fine con il conseguimento di beni immateriali, oneri finanziari del periodo di preammortamento di mutui stipulati per finanziare nuovi investimenti). Fino a pochi anni fa anche le spese pubblicitarie rientravano in questa categoria, tuttavia il decreto legislativo 139/2015 ne ha espressamente vietata la capitalizzazione.
2. Disaggio su prestiti obbligazionari (si tratta di un costo anticipato pluriennale sorto in seguito all'emissione di titoli obbligazionari sotto la pari).